# 北久保 (君津市)
北久保（きたくぼ）は、千葉県君津市の地名。現行行政地名は北久保1丁目および2丁目。郵便番号は299-1164。

## 地理
市内北西部の小糸川下流右岸に位置する。君津市の中心市街地東部、JR内房線と幹線道路（通称：子安通り）にはさまれた東西に細長い地域である。
北で高坂・陽光台、東で北子安、南で久保、西で東坂田とそれぞれ隣接する（いずれも君津市）。地内は西に1丁目、東に2丁目がある。

## 歴史

### 沿革
- 1978年（昭和53年）12月1日 - 君津市大字久保の一部で住居表示実施[4]、北久保1丁目・2丁目成立。

## 統計
|             | 世帯数 | 人口 | 地図                                |
| ----------- | ------ | ---- | ----------------------------------- |
| 北久保1丁目 | 94     | 160  | 北緯35度19分57.5秒 東経139度54分4秒 |
| 北久保2丁目 | 75     | 145  | 北緯35度19分56秒 東経139度54分16秒  |
| 計          | 169    | 305  |                                     |

1. ↑  “平成29年君津市人口”.   君津市 (2017年11月8日). 2017年11月20日閲覧。
2. ↑  単位：世帯
3. ↑  単位：人

## 小・中学校の学区
市立小・中学校に通う場合、学区は以下の通りとなる。
| 丁目        | 番地 | 小学校             | 中学校               |
| ----------- | ---- | ------------------ | -------------------- |
| 北久保1丁目 | 全域 | 君津市立周西小学校 | 君津市立周西南中学校 |
| 北久保2丁目 | 全域 | 君津市立周西小学校 | 君津市立周西南中学校 |

## 交通

### 鉄道
南側をJR内房線が通過するが、駅はない。最寄駅は君津駅。

### バス
- 日東交通
  - 君津市内循環線 君津駅北口 - 高坂 - 君津製鐵所 - 大和田 - 君津駅北口 - 君津市役所 - 八重原社宅（循環ルート）

このほか、日東交通畑沢線および君津市コミュニティバス人見・大和田・神門線が地内を通過するが、バス停はない。

### 道路
一般県道
- 千葉県道159号君津大貫線

## 施設
北久保1丁目
- 山下公園[6]

北久保2丁目
- 上落公園[6]

公立小学校の学区は全域で君津市立周西小学校、公立中学校は君津市立周西南中学校。